# Lezginer
Lezginer, är namn på ett folk i Kaukasus inom södra delarna av delrepubliken Dagestan och i nordöstra Azerbajdzjan. Språket som talas heter lezginska och tillhör de nordöstkaukasiska språken.
Totalt finns ungefär 900 000 lezginer.